# Bas Devos
Bas Devos (Zoersel, 11 april 1983) is een Belgische filmregisseur en scenarioschrijver.

## Biografie
Bas Devos studeerde aan de LUCA School of Arts in Brussel en regisseerde verschillende korte films. Zijn eerste speelfilm, Violet ging in première op het Internationaal filmfestival van Berlijn 2014 en won de Grand Prix of the Generation 14plus. Devos won in 2014 met zijn debuutfilm ook de Jo Röpcke-award.
Zijn derde speelfilm, Ghost Tropic, werd op het Filmfestival van Cannes 2019 vertoond in de sectie Quinzaine des réalisateurs. Here, de vierde speelfilm van Devos, won in februari 2023 op het Internationaal filmfestival van Berlijn de Encounters Award en de FIPRESCI-prijs.
Hij is getrouwd met Maaike Neuville. Samen hebben ze een dochter, geboren in 2015.

## Filmografie

### Korte films
- 2006 : Pillar
- 2006 : Taurus
- 2008 : The Close
- 2009 : We Know

### Speelfilms
- 2014 : Violet
- 2019 : Hellhole
- 2020 : Ghost Tropic
- 2023 : Here

## Prijzen en nominaties
De belangrijkste:
| Jaar | Prijs                                   | Categorie                           | Film   | Uitslag  |
| ---- | --------------------------------------- | ----------------------------------- | ------ | -------- |
| 2023 | Internationaal filmfestival van Berlijn | Encounters Award                    | Here   | Gewonnen |
| 2023 | Internationaal filmfestival van Berlijn | FIPRESCI-prijs                      | Here   | Gewonnen |
| 2014 | Internationaal filmfestival van Berlijn | Grand Prix of the Generation 14plus | Violet | Gewonnen |
| 2014 | Jo Röpcke-award                         | Jo Röpcke-award                     | Violet | Gewonnen |